# علف‌کش زیستی
علف‌کش‌های زیستی (به انگلیسی: Bioherbicide) علف‌کش‌هایی هستند که از فیتوتوکسین‌ها، پاتوژن‌ها و دیگر میکروب‌ها به عنوان کنترل بیولوژیکی علف‌های هرز استفاده می‌شوند. علف‌کش‌های زیستی ممکن است ترکیب‌ها و متابولیت‌های ثانویه مشتق‌شده از میکروب‌هایی مانند قارچ‌ها، باکتری‌ها یا تک‌یاخته‌ها یا بقایای گیاهی سمی گیاهی، عصاره‌ها یا ترکیب‌های منفرد حاصل از دیگر گونه‌های گیاهی باشند.